# Clubul Sportiv al Armatei Steaua București (pallavolo maschile)
Il Clubul Sportiv al Armatei Steaua București, CSA Steaua București o, in italiano, Steaua Bucarest, è un club rumeno di pallavolo maschile, sezione della polisportiva dell'esercito CSA Steaua București.
Formatasi nel 1947, ha vinto 16 titoli di campione nazionale, l'ultimo nel 1991, e nella stagione 2016-17 milita in Divizia A1, la massima divisione della pallavolo maschile rumena.
Nella sua storia ha disputato due finali della Coppa dei Campioni e tre finali di Coppa delle Coppe.

## Palmarès
- Campionato rumeno: 16
1950-51, 1951-52, 1953-54, 1956-57, 1966-67, 1967-68, 1968-69, 1969-70, 1970-71, 1977-78
1985-86, 1986-87, 1987-88, 1988-89, 1989-90, 1990-91